# KNVB beker 1984-1985
La Coppa d'Olanda 1984-85  fu la 67ª edizione della competizione.

## Primo turno
20 e 21 ottobre 1984. Le ultime 6 partite vennero giocate il 17 e 18 novembre
| Squadra 1           | Risultato | Squadra 2        |
| ------------------- | --------- | ---------------- |
| NAC Breda           | 2 - 0     | AZ Alkmaar       |
| VV Nieuw Lekkerland | 3 - 3     | PEC Zwolle       |
| Noordwijk           | 4 - 2     | Veendam          |
| Pax Hengelo         | 1 - 7     | Haarlem          |
| RCH                 | 5 - 3     | Dijka Steenwijk  |
| ROHDA Raalte        | 0 - 0     | Volendam         |
| VV Sliedrecht       | 1 - 1     | Excelsior        |
| Spakenburg          | 1 - 1     | Cambuur          |
| De Treffers         | 1 - 3     | ACV              |
| Vitesse             | 1 - 0     | Roda JC          |
| DOVO                | 0 - 5     | Ajax             |
| Kozakken Boys       | 0 - 2     | Den Bosch        |
| NSVV                | 4 - 2     | N.E.C.           |
| Rijnsburgse Boys    | 4 - 1     | De Valleivogels  |
| Caesar              | 0 - 1     | Zwolsche Boys    |
| VV Geldrop/AEK      | 1 - 2     | Sparta Rotterdam |
| AFC                 | 1 - 1     | Wageningen       |
| AFC '34             | 1 - 2     | RBC Roosendaal   |
| DETO                | 7 - 0     | RKSV Venlo       |
| VV Drachten         | 1 - 2     | Feyenoord        |
| Eindhoven           | 0 - 5     | Fortuna Sittard  |
| USV Elinkwijk       | 0 - 5     | PSV              |
| Den Haag            | 2 - 1     | SVV              |
| Twente              | 4 - 0     | DS '79           |
| VV Gilze            | 0 - 4     | Heerenveen       |
| Go Ahead Eagles     | 2 - 0     | RKC Waalwijk     |
| De Graafschap       | 2 - 0     | Willem II        |
| VV Heerjansdam      | 3 - 2     | Groningen        |
| Helmond Sport       | 2 - 0     | Heracles Almelo  |
| IJsselmeervogels    | 1 - 4     | VVV-Venlo        |
| TSV Longa           | 1 - 6     | Utrecht          |
| MVV                 | 2 - 1     | Telstar          |

### Ripetizioni
| Squadra 1  | Risultato | Squadra 2           |
| ---------- | --------- | ------------------- |
| Excelsior  | 4 - 0     | VV Sliedrecht       |
| PEC Zwolle | 3 - 1     | VV Nieuw Lekkerland |
| Cambuur    | 3 - 1     | Spakenburg          |
| Volendam   | 2 - 0     | ROHDA Raalte        |
| Wageningen | 3 - 2     | AFC                 |

## Secondo turno
17 e 18 novembre 1984.
| Squadra 1        | Risultato | Squadra 2        |
| ---------------- | --------- | ---------------- |
| PSV              | 11 - 0    | Rijnsburgse Boys |
| RBC Roosendaal   | 1 - 2     | Volendam         |
| Cambuur          | 1 - 1     | Vitesse          |
| Wageningen       | 3 - 2     | RCH              |
| Ajax             | 6 - 0     | VV Heerjansdam   |
| Den Bosch        | 2 - 0     | VVV-Venlo        |
| Utrecht          | 4 - 0     | Zwolsche Boys    |
| Sparta Rotterdam | 5 - 1     | NSVV             |
| Den Haag         | 0 - 2     | Helmond Sport    |
| Twente           | 8 - 0     | De Graafschap    |
| Feyenoord        | 1 - 2     | Excelsior        |
| Go Ahead Eagles  | 2 - 1     | PEC Zwolle       |
| Haarlem          | 2 - 0     | ACV              |
| Heerenveen       | 1 - 3     | Fortuna Sittard  |
| MVV              | 5 - 0     | Noordwijk        |
| NAC Breda        | 8 - 2     | DETO             |

### Ripetizione
| Squadra 1 | Risultato | Squadra 2 |
| --------- | --------- | --------- |
| Vitesse   | 2 - 0     | Cambuur   |

## Ottavi
13 marzo 1985.
| Squadra 1        | Risultato | Squadra 2       |
| ---------------- | --------- | --------------- |
| Ajax             | 1 - 1     | PSV             |
| Excelsior        | 0 - 0     | MVV             |
| Twente           | 2 - 2     | Den Bosch       |
| Utrecht          | 2 - 0     | Volendam        |
| Fortuna Sittard  | 0 - 3     | Go Ahead Eagles |
| NAC Breda        | 1 - 1     | Helmond Sport   |
| Sparta Rotterdam | 2 - 1     | Haarlem         |
| Vitesse          | 0 - 1     | Wageningen      |

### Ripetizioni
| Squadra 1     | Risultato   | Squadra 2 |
| ------------- | ----------- | --------- |
| Den Bosch     | 6 - 3       | Twente    |
| Helmond Sport | 3 - 3 (dts) | NAC Breda |
| MVV           | 2 - 0       | Excelsior |
| PSV           | 2 - 0       | Ajax      |

## Quarti
27 marzo 1985.
| Squadra 1        | Risultato | Squadra 2       |
| ---------------- | --------- | --------------- |
| Den Bosch        | 1 - 2     | Helmond Sport   |
| MVV              | 1 - 1     | PSV             |
| Sparta Rotterdam | 0 - 2     | Utrecht         |
| Wageningen       | 2 - 0     | Go Ahead Eagles |

### Ripetizione
| Squadra 1 | Risultato | Squadra 2 |
| --------- | --------- | --------- |
| PSV       | 6 - 3     | MVV       |

## Semifinali
7 maggio 1985.
| Squadra 1  | Risultato | Squadra 2     |
| ---------- | --------- | ------------- |
| Utrecht    | 0 - 0     | PSV           |
| Wageningen | 1 - 1     | Helmond Sport |

### Ripetizioni
The Ripetizioni were played on May 21 and 22, 1985.
| Squadra 1     | Risultato       | Squadra 2  |
| ------------- | --------------- | ---------- |
| Helmond Sport | 2 - 1           | Wageningen |
| PSV           | 2 - 2 (?-? dcr) | Utrecht    |

## Finale
| Squadra 1 | Risultato | Squadra 2     |
| --------- | --------- | ------------- |
| Utrecht   | 1 - 0     | Helmond Sport |

| Utrecht 6 giugno 1985                          | Utrecht   | 1 – 0 | Helmond Sport |  |
| \| \| \| \| \| Van Loen 90’ \| Marcatori \| \| |           |       |               |  |
|                                                |           |       |               |  |
| Van Loen 90’                                   | Marcatori |       |               |  |